# Жан-Філіпп Арру-Віньо
Жан-Філіпп Арру-Віньо (фр. Jean-Philippe Arrou-Vignod; нар. 18 вересня 1958, Бордо) — французький письменник, автор книг для дорослих і численних творів для дітей та юнацтва. Лавреат премії «Ренодо ліцеїстів» (1997).

## Біографія
Народився 1958 року в Бордо. Був другим із шістьох синів. Батьки, Жан-Луї (за професією лікар) і Жанін, назвали всіх своїх дітей Жанами: Жан-Паскаль, Жан-Філіпп, Жан-Франсуа, Жан-Ноель, Жан-Батіст і Жан-Шарль. Певний час сім'я проживала в Шербурі, потім переїхала до Тулона, а звідти — до Антіба.
З дитинства Жан-Філіпп захоплювався читанням, особливо пригодами та детективними історіями, і рано почав складати свої розповіді. Здобувши філологічну освіту у Вищій нормальній школі Парижа, протягом двадцяти років викладав французьку мову в колежі в одному з паризьких передмість.
14 липня 1979 року одружився з Патрісією Л. Лобелл, шкільною вчителькою. У шлюбі народилося двоє дітей.
Перша книга Арру-Віньо, «Le rideau sur la nuit», вийшла друком 1984 року у видавництві Галлімар і здобула премію за найкращий дебютний роман. П'ять років по тому, 1989 року, опублікований його перший твір для дітей — пригодницький детектив «Le professeur a disparu», який започаткував серію «Enquête au collège» («Розслідування в школі»). 1994 року Арру-Віньо став консультантом у Gallimard Jeunesse (філія Галлімара, що спеціалізується на дитячій літературі); був відповідальний за колекцію «Page Blanche»; 2002 року очолив колекцію «Hors Piste» (для дітей 9-12 років). Крім літературної та видавничої діяльності займається також написанням телесценаріїв.
Арру-Віньо пише як для дорослих, так і для дітей. За його словами, це — той самий процес, який здійснюється різними людьми: коли він пише дитячі книги, то знову стає дитиною. При цьому, якщо «дорослі» його книги просякнуті смутком і меланхолією, то дитячі сповнені життя та гумору. 1997 року за роман «L'homme du cinquième jour» (1997), орієнтований на дорослих читачів, Арру-Віньо ушанований премією «Ренодо ліцеїстів». 1999 року в Авіньйоні поставили його першу театральну п'єсу «Femme».
Для дітей Арру-Віньо пише переважно у двох жанрах: детективні історії та реалістичні оповідання у гумористичному ключі. Одна з книг, «Магнус Мільйон і Спальня кошмарів» («Magnus Million et le dortoir des cauchemars», 2011), — пригодницько-фантастичний роман. Крім того, спільно з ілюстратором Олів'є Таллеком, Арру-Віньо створив серію книг «Рита і Бублик» («Rita et Machin») для дітей від чотирьох років, що містить шістнадцять книжок-картинок. Велику популярність мають книги з автобіографічної серії «Une famille aux petits oignons» («Ай та сімейка!») про шістьох братів, на ім'я Жан, в якій, переплітаються реальність і вигадка. Перша книга серії, «Омлет із цукром» («L'Omelette au sucre»), вийшла 1999 року; спочатку передбачалося, що вона буде єдиною, проте згодом Арру-Віньо написав ще шість. Розповідь у них ведеться від імені одного з братів, Жана Б., в якому автор зобразив себе.
Книги Арру-Віньо перекладені багатьма мовами, деякі екранізовані. Сам письменник так пояснює популярність своєї творчості: «Думаю, мої книги довго читаються саме тому, що в них немає нічого „злободенного“».